# Тврђава Болван
Тврђава Болван, позната и као Тврђава Бован или Јеринин град је тврђава која се налази 9 км од Алексинца, у близини села Бован и Бованског језера.
Вероватно подигнута на темељима римског каструма Praesidium Pompei, тврђава се први пут помиње 1395. године, у једној повељи српске кнегиње Милице. Служио је као складиште соли у време Моравске Србије и као погранична тврђава у Српској Деспотовини.

## Име
Име Болван или Бован вероватно потиче од старословенске речи бълъванъ која у преводу значи идол, што би могло да имплицира да се на том месту налазио словенски храм са дрвеном статуом словенског божанства. Друго име тврђаве, које је заступљеније у народном предању, је Јеринин град, по Ирени Кантакузин, жени Деспота Ђурађа Бранковића и припадници византијске племићке породице Кантакузин. Њена улога у коришћењу принудног рада и наметању високих намета при изградњи Смедеревске тврђаве донела јој је надимак Проклета Јерина.
Прича о градњи Смедерева се урезала у народном сећању те су многе тврђаве, чак и оне које никада нису биле у саставу Бранковићеве државе, добиле име по Јерини. Фолклорна прича о Болвану сугерише да је Јеринина тврђава заправо подигнута на суседном брду Љиљач, а повезивала је са главном тврђавом висећим мостом изнад клисуре, тако да је лако могла да пређе између две куле. Међутим, нема индиција да је она икада учествовала у Болвановој изградњи или реконструкцији.

## Локација и карактеристике
Тврђава се налази изнад реке Моравице, 9 км североисточно од Алексинца, у близини истоименог села и језера Бован, на излазу из Бованске клисуре, где Моравица прави оштру кривину. Главни део тврђаве налазио се на брду Кулина, али су се ту налазила и два суседна брда, Китица (од које данас има мало или нимало трагова) и Љиљач (сада испод Бованског језера).
Иако висинска разлика између подножја и врха брда није велика (237 метара надморске висине), Бован је у потпуности доминирао околином. Средњовековни град се простирао у правцу север–југ и обухватао два врха стеновитог брда Кулина. Његови градитељи су вешто одабрали ову локацију и прилагодили утврђење неравном и стеновитом терену. Материјали и начини грађења су карактеристични за средњовековни период: ломљени и тесани камен кречним малтером, употреба дрвених греда за зидове.
Приступ са истока и севера блокирала је река, а са запада стрма падина брда. На југу, где је приступ најлакши, изграђен је вештачки суви шанац. На већем од два врха је донжон кула. У овај део тврђаве се улазило кроз капију у северном зиду, која води до превоја између два врха, где је можда била главна капија. На мањем врху је била кула која је вероватно била зидом повезана са главним делом града. Донжон кула има скоро квадратну основу спољних димензија 8,5 к 8 метара и 4,4 к 4 метра, са дебљином зида око 2,2 метра.
Данас су видљиви остаци донжон куле и зидина у главном делу града, где се назиру остаци још две куле. У подножју брда, код савременог моста на Моравици, налази се очуван средњовековни камени мост. У близини тврђаве, Бованског језера, 1978. године изграђено је вештачки изграђено језеро на Моравици, као извор свеже воде и популарно одредиште за туризам, риболов и активности на отвореном.

## Историја

### Антички период и средњи век
Шире подручје на коме је настао средњовековни Болван било је добро насељено од античких времена, на шта је вероватно утицала чињеница да се налазио уз пут Цариградски друм од Београда до Цариграда, а археолошки налази из римског доба указују да је подручје око Болвана било добро насељено и важно током овог периода. На Појтингеровој табли, област Болван се налази између станице Praesidium Pompei (данашњи локалитет Нерића Хан, северозападно од Алексинца) и Grammarianis (код села Липовац, источно од Алексинца). Други извори указују да је Болван саграђен на темељима римског каструма Praesidium Pompei.
Током средњег века путници из доба крсташких ратова, који су пролазили Цариградским друмом, нису помињали ниједно насеље на месту Болвана, уз напомену да су области између Браничева и Ниша биле ретко насељене и прекривене густим шумама. Ствари у региону су се промениле у Српском царству када је Цар Душан поклонио "пусту" област Петрус Жупану Вукославу, који је ту област населио својим кметовима, основао неколико нових села и саградио нове цркве. Историјски извори за време Душановог наследника, Цара Уроша, указују да би шеста деценија 15. века могла бити најинтензивнији период насељавања источне стране Поморавља.

### Болван као град соли (касни 14. век)
Болван је вероватно постао утврђење у Моравској Србији, највећој и најмоћнијој средњовековној кнежевини насталој након распада српског царства, којом је владао кнез Лазар Хребељановић, оснивач династије Лазаревић. Лазар је погинуо борећи се са Османским царством у Косовској бици 1389. године, оставивши кнегињу Милицу Хребељановић као de factо владарку Моравске Србије, до зрелости њиховог најстаријег сина Стефана Лазаревића.
У писаним изворима Болван се први пут помиње 1395. године, у повељи кнегиње Милице, тада монахиње Јевгеније, у којој се наводи низ прилога руском Светогорском манастиру Светог Пантелејмона. Болван се помиње као трг, који је, упркос свом данашњем значењу, је термин коришћен за насеља која су настајала у подножју тврђава, на раскрсницама путева, око караванских станица и на местима повремених средњовековних вашара, у којима је трговина била главна примарна делатност.  Други историјски извори такође помињу Болван у коме је цветала трговина и где су се одржавали чувени средњовековни вашари.
У повељи, између осталог, Милица и њени синови Стефан и Вук Лазаревић дају манастиру 500 крушца соли из Болвана као и два човека, Доју Балушевића и Рашу Рађевића, као манастирске надничаре. Подаци из повеље имплицирају да је Болван вероватно био град соли, витално складиште соли увезене из Мађарске. Као такав, град је морао да има складишта соли (магазине) као и царинарницу са цариницима, јер је сва со која је излазила са трга морала да се царини. Принос у соли био је значајан за манастир Светог Пантелејмона, без обзира да ли је со преузимана или је манастир добијао приход од продате соли.
Развој града могао би се објаснити чињеницом да се становништво Велике и дела долине Јужне Мораве највероватније снабдевало сољу из Болвана, што би такође значило да је морало бити успостављено најмање једну до две деценије пре овог првог помена. Штавише, седамдесете и осамдесете године 14. века биле су време наглог демографског и економског развоја у овом крају, што је видљиво из суседног крајишта Петрус. Према повељи, на пијаци су живели и зависни људи, попут поменуте двојице који су постали потчињени Светом Пантелејмону, па су монаси овог манастира вероватно уживали бесплатан смештај и храну у Болвану, као и слуге које су се бринуле о својим ствари.

### Болван као погранична тврђава (рани 15. век)
1402. године, Моравска Србија постаје Српска деспотовина, под влашћу деспота Стефана Лазаревића. За то време Болван је постао важна погранична тврђава, која је чувала источну границу од Османског царства. У наредним деценијама, све до османског освајања Србије 1459. године, тврђава је неколико пута мењала власника. И поред тога што се Болван као тврђава први пут помиње 1413. године, постојала је највероватније много раније, пошто је подручје Болвана, уз Липовачку тврђаву, у 12. веку припадало жупи Поморавље, која је потом реорганизована као Липовачко крајиште у другој половини 14. века надовезујући се на веће и познатије Петрушко крајиште.
Почетком 1413. године, током Грађанског рата у Османском царству, Болван је освојио принц Муса Челебија, син султана Бајазита I, али без борбе пошто су браниоци тврђаве одлучили да се предају. Према биографу деспота Стефана, Константину Филозофу, разлог Мусиног напада била је освета одметнутом османском племићу Хамзи којег је затворио у "Соколац" (вероватно Градац код Горње Соколовице). Константин је изјавио да је Муса преселио становништво Соколнице и Сврљига "дође у пределе српске и узе Болван". У оквиру предстојеће битке са својим братом Мехмедом I, Муса је желео да преузме контролу над кључним стратешким локацијама на Западној и Јужној Морави и контролишу путеве према Крушевцу, Београду и Новом Брду.
Деспот Стефан је одмах потражио помоћ од Мехмеда I и других савезника који су победили и убили Мусу 5. јула 1413. године. У знак захвалности, Мехмед I је вратио територије које је Муса заузео српској Деспотовини. Територија крајишта Болвана и Липовца поново је ушла у састав Србије, међутим, пошто је Липовачка тврђава уништена, седиште крајишта је премештено из Липовца у Болван. Болван је остао у саставу Србије све до смрти деспота Стефана 1427. године када су Османлије одмах кренуле у нову инвазију на Србију, освојивши Ниш и Крушевац, као и крајишта Петрус и Липовац. Тврђава је вероватно претрпела велика оштећења током битака и никада више није обнављана.

### Болван током Варнинског крсташког рата (1443)
Стефанов наследник, деспот Ђурађ Бранковић суочавао се са све чешћим нападима Османлија и све мањом територијом његове државе, што је кулминирало падом Смедерева 1439. године. Бранковић је побегао у Мађарску, где је окупио хришћанску коалицију, укључујући пољског краља Владислава III и Јаноша Хуњадија, што је резултирало Варнским крсташким ратом. Њих тројица су се састали у Београду где су одлучили да са својим трупама умарширају у Србију Цариградским друмом.
Са својим трупама, Хуњади је стигао у Болван како би се опоравио од претходне битке док су Бранковић и Владислав били код Шанца. Он је 3. новембра 1443. године са својим трупама уочио велики број османских трупа у равници западно од Алексинца, која је кренула ка Крушевцу. Хуњади и његове трупе су одлучили да се упусте у оно што ће бити познато као Битка код Ниша, што је резултирало значајним поразом Османлија. Према крсташима, девет турских барјака је заплењено, 2.000 Османлија је убијено, а 4.000 заробљено, укључујући "известан број људи високог ауторитета".
После битке, док је камповао у Болванској тврђави, Хуњади је послао поруку Владиславу о победи и испитивао заробљенике о плановима Османлија. Владислав и Бранковић су 7. или 8. новембра 1443. стигли у Болван, где су разговарали о свом правцу деловања, што се показало као крај савеза између Бранковића на једној страни и Владислава и Хуњадија на другој. Бранковић је желео да задржи своје обновљене територије и преговара о миру са Османлијама, док су Хуњади и Владислав желели да наставе борбу. Нешто после 9. новембра, војске Владислава и Хуњадија су напустиле Болван и наставиле поход без Бранковића.
Српска деспотовина је обновљена 1444. године Сегединским миром као османска вазална држава. Међутим, Болван и остатак Липовачког крајишта нису укључени у обновљене територије. Српска деспотовина је у потпуности дошла под османску контролу падом Смедерева 20. јуна 1459. године, што је означило крај средњовековне Србије.

### Болван након пада Србије
Након пада Србије, Болван је изгубио на војном значају, јер се нашао дубоко унутар османске територије, али је задржао део свог значаја као административно седиште нахије Болван у оквиру Крушевачког санџака, формираног 1455. године. Чињеница да је Болван изабран за административно седиште имплицира да је могао бити и административно седиште у Српској Деспотовини. Као важна станица на путу између Београда и Истанбула, Болван је често посећиван од стране османских војника и високих достојанственика. Познато је да је 26. децембра 1476. године Мехмед II Освајач био у Болвану и да је написао ферман потврде о примању трибута од 1.000 дуката од Дубровачке републике.
Током 16. века Болван је имао муслиманску заједницу са зградом џамије, хамама и мектеба, као и судницу, пошто је постао седиште кадилука. 1516. године, становништво нахије Болван је било 2.443 са већинским хришћанским становништвом.  Међутим, делом због миграција, делом због куге 1560-их, нахија Болван је опустошена почетком 17. века, са свега 254 становника 1607.  У оквиру османске политике да демографски оживи регион, Алексинац преузео примат над Болваном.

### Галерија
- Источна страна куле
- Јужна страна куле
- Рупа у зиду куле
- Врх куле
- Поглед са куле на запад и Моравску долину
- Поглед са куле на исток и Бованску клисуру
- Твђава се налази у близини вештачког језера Бован насталог 1978. године